# John Hough (évêque)
John Hough ( /h ʌ f / ; 12 avril 1651 - 8 mars 1743) est un évêque anglais. Il est surtout connu pour la confrontation au sujet de son élection à la présidence du Magdalen College d'Oxford qui a lieu à la fin du règne de Jacques II d'Angleterre.

## Biographie
Hough obtient une maîtrise au Magdalen College en 1676 . Lorsque Henry Clerke leurt en 1687, il y a un large éventail de candidats à la présidence du Magdalen College, mais le roi Jacques II est déterminé à ne pas faire choisir un anti-catholique. Le visiteur du collège est Peter Mews, et il propose Baptist Levinz. John Younger et Thomas Smith du collège hésitent à résister à l'opposition royale. Jacques recommande Anthony Farmer, un catholique réputé, faisant la proposition un jour après avoir annoncé la tolérance religieuse universelle. La candidature de Farmer rencontre beaucoup d'opposition. Jacques suggère Samuel Parker, évêque anglican d'Oxford, comme candidat de compromis. Hough est élu président en 1687, mais est ensuite officiellement remplacé par Parker, après que la prérogative de la Cour de la Commission ecclésiastique ait été mise en cause. Hough refuse de se soumettre et trois commissaires arrivent avec de la cavalerie : Thomas Cartwright, Sir Robert Wright et Sir Thomas Jenner. Parker est alors mis en place malgré les protestations, mais meurt, au début de 1688, et son successeur est Bonaventure Giffard, vicaire apostolique catholique, 26 boursiers de la Madeleine ayant alors été privés de leurs bourses lors de l'affaire. Après la Glorieuse Révolution, Hough redevient président, jusqu'en 1701 ,,.
Il est évêque d'Oxford, puis évêque de Lichfield et Coventry à partir de 1699. Il devient évêque de Worcester en 1717.Son mémorial est dans la cathédrale de Worcester, réalisé par Louis François Roubillac .